# Трескавець
Треска́вець (болг. Трескавец) — село в Тирговиштській області Болгарії. Входить до складу общини Антоново.

## Населення
За даними перепису населення 2011 року у селі проживали 585 осіб.
Національний склад населення села:
| Національність   | Кількість осіб | Відсоток |
| ---------------- | -------------- | -------- |
| турки            | 566            | 97,8%    |
| болгари          | 12             | 2,1%     |
| не визначились   | 0              | 0%       |
| Всього відповіли | 579            |          |

Розподіл населення за віком у 2011 році:
Динаміка населення: